# 晦機元煕
晦機元煕（まいき げんき）は、南宋末期から元代にかけて活動した臨済宗大慧派の禅傑である。大慧下5世。

## 生涯
嘉熙2年（1238年）、洪州南昌県で誕生した。俗姓は唐氏。初めは官職を目指したが、西山明により出家した後、玉几で物初大観の提唱を聞いてその許に移り法を嗣いだ。
延祐6年閏8月17日（1319年10月1日）示寂。法嗣は東陽徳輝・笑隠大訢及び石室祖瑛ほか9名を数える。